# Meudon
Meudon je jugozahodno predmestje Pariza in občina v osrednjem francoskem departmaju Hauts-de-Seine regije Île-de-France. Leta 1999 je imelo naselje 43.663 prebivalcev.
Njegova dvignjena lega, severozahodni del Meudona je poznan kot "Bellevue", mu omogoča lep razgled nad dolino reke Sene in samim Parizom. Meudonski gozd se razširja pretežno zahodno od naselja.

## Administracija
Meudon je sedež istoimenskega kantona, v katerega je vključen južni del občine Meudon s 36.791 prebivalci, medtem ko je preostali severni del občine vključen v kanton Issy-les-Moulineaux-Zahod. Kanton Meudon je sestavni del okrožja Boulogne-Billancourt.

## Zgodovina
Arheološka najdišča kažejo na poseljenost Meudona že v času neolitika.
Galsko ime naselbine Mol-Dum (peščena sipina) se je v rimskem obdobju latiniziralo v Moldunum.
Stari Meudonski grad je bil prenovljen v renesančnem slogu sredi 16. stoletja in je bil kupljen s strani francoskega kralja Ludvika XIV. za rezidenco velikega dauphina Ludvika Burbonskega, pod katerim je Meudon postal središče aristokratskega življenja. Po njegovi smrti 1711 je bil dvorec zanemarjen, izpraznjen, nazadnje pa požgan ob koncu francosko-pruske vojne 1871. Na ruševinah je bil leta 1877 ustanovljen Pariški observatorij.

## Zanimivosti
- Na ruševinah nekdanjega dvorca je bil leta 1877 ustanovljen astronomski observatorij, eden največjih na svetu.

## Pobratena mesta
- Brezno (Slovaška),
- Celle (Nemčija),
- Ciechanów (Poljska),
- Mazkeret-Batia (Izrael),
- Rushmoor (Združeno kraljestvo),
- Woluwe-Saint-Lambert (Belgija).